# Patrick McGilligan
Patrick McGilligan (ur. 1951) – amerykański biograf i pisarz irlandzkiego pochodzenia. Jego biografia Alfreda Hitchcocka zatytułowana Alfred Hitchcock: Życie w ciemności i pełnym świetle była nominowana do nagrody im. Edgara Allana Poego